# Ådalsbanan
Ådalsbanan är en järnväg i Medelpad och Ångermanland som går mellan Sundsvall och Långsele via Härnösand, Kramfors, nedre Ådalen och Sollefteå. Banan är tydligt uppdelad. Den södra delen mellan Sundsvall och anslutningen till Botniabanan ingår i stråket Stockholm–Umeå och har hög standard samt trafikeras främst av persontåg, medan den norra delen till Långsele (där Stambanan genom övre Norrland ansluter) har låg standard och trafikeras endast av lokala godståg. Botniabanan, som blev klar 2010, utgår från Västeraspby station på Ådalsbanan, cirka 2 km från Höga Kusten Airport, några km norr om Nyland i Kramfors kommun.

## Namn
Namnet Ådalsbanan tillkom 1990 när dåvarande Banverket satte delvis nya namn på Sveriges järnvägar. Dessförinnan var det Ostkustbanan Sundsvall–Härnösand, därefter Härnösand–Sollefteå Järnväg och slutligen statsbanan Sollefteå–Långsele.

## Historia
Banan byggdes etappvis under tiden 1880–1925. Först byggdes sträckan Långsele–Sollefteå av staten, klar 1886 vid en tid då stambanan var den enda nord-sydliga järnvägen och kustorter endast nåddes med bibanor. Sollefteå hade ångbåtsförbindelse. Tanken var från början att Sollefteå skulle vara norra slutpunkten på statens järnvägar, och låta städer längre norrut ha bara ångbåtsförbindelse, men man beslutade snart att fortsätta norr om Långsele till Boden. Sollefteå fick i alla fall ett ganska stort stationshus.
Järnvägen förlängdes Sollefteå–Härnösand 1893, av privata och kommunala investerare. 30 år senare, år 1925, öppnades Ostkustbanans del Härnösand–Sundsvall. Banan förstatligades 1932 och elektrifierades 1958.
Åren 1996–1997 rustades sträckan Sundsvall–Härnösand upp för att klara snabbtåg, men på resterande sträcka till Långsele lades persontrafiken ned i augusti 2001. I juli 2012 återfick södra delen av banan, Sundsvall–Kramfors, persontrafik efter en omfattande upprustning samt sammankoppling med Botniabanan.

### Upprustning och nybyggnad 2006–2012

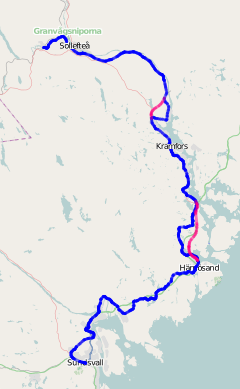
Ådalsbanan med nya sträckor i rött. [https://web.archive.org/web/20140106133114/http://publikationswebbutik.vv.se/upload/6273/2011_067_nationell_plan_for_transportsystemet_2010_2021.pdf#lon=17.50854015;lat=62.79954488;zoom=9;layer=Mpnk Stor karta

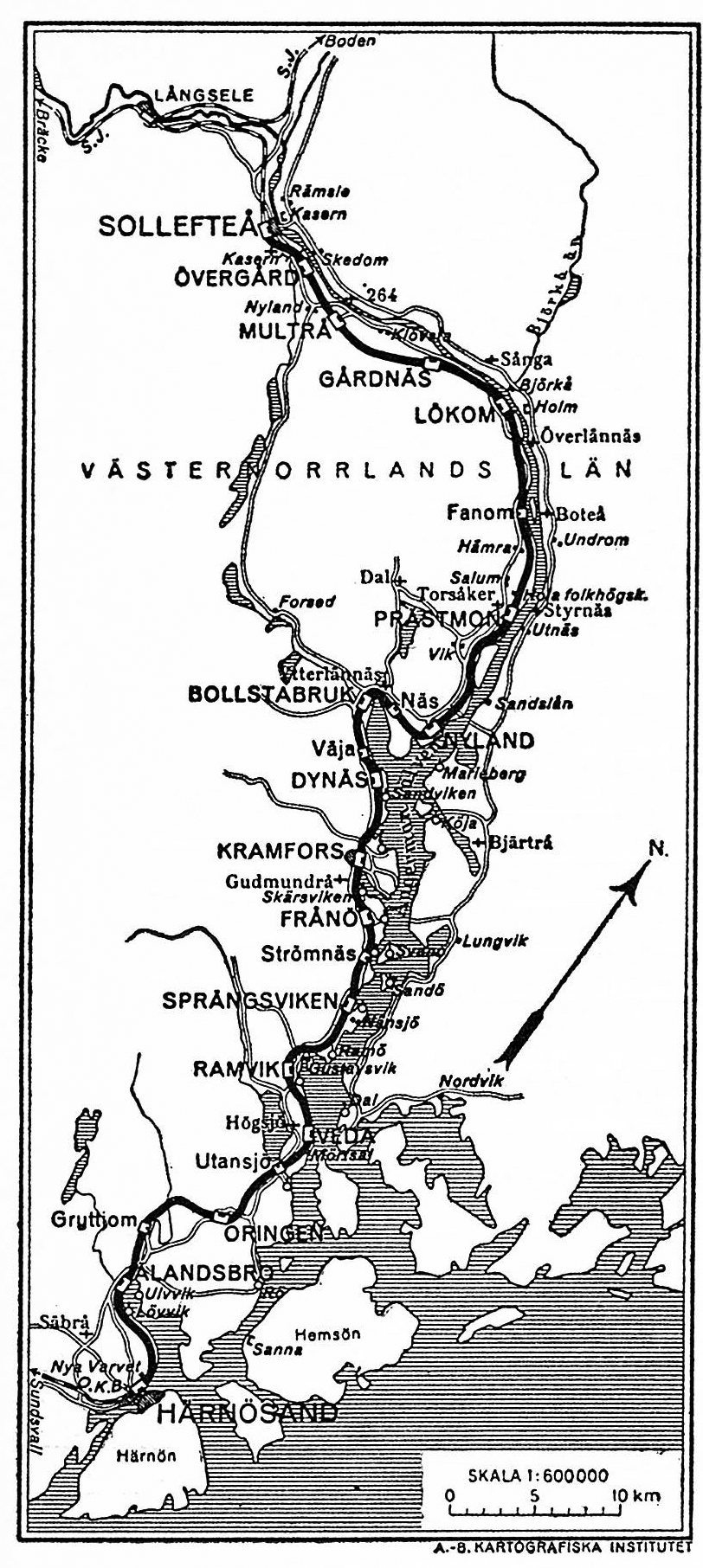
Härnösand–Sollefteå Järnväg (HdSJ). Karta 1926.

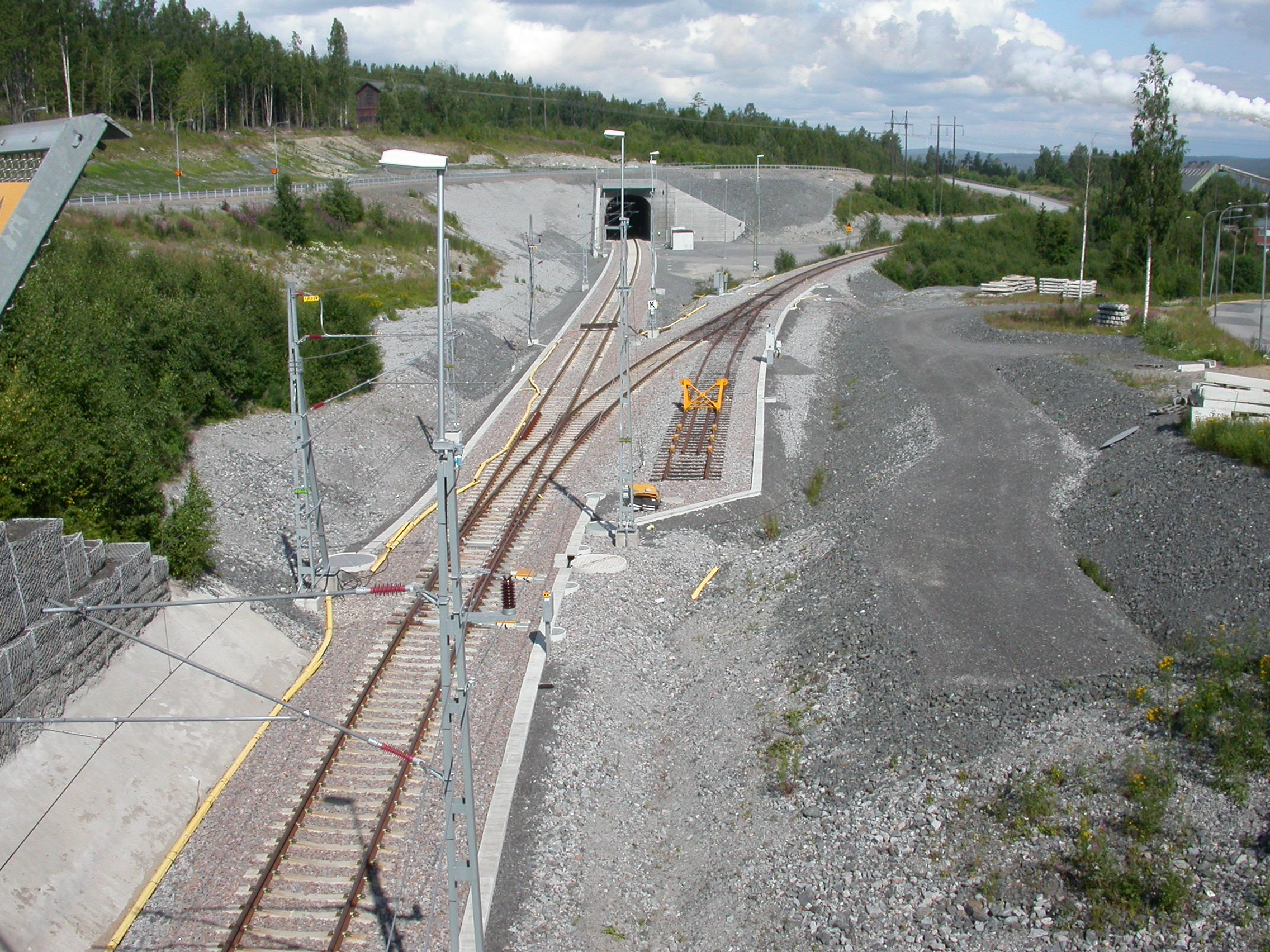
Murbergstunneln, belägen strax norr om Härnösand. Tunneln togs i bruk 2012.

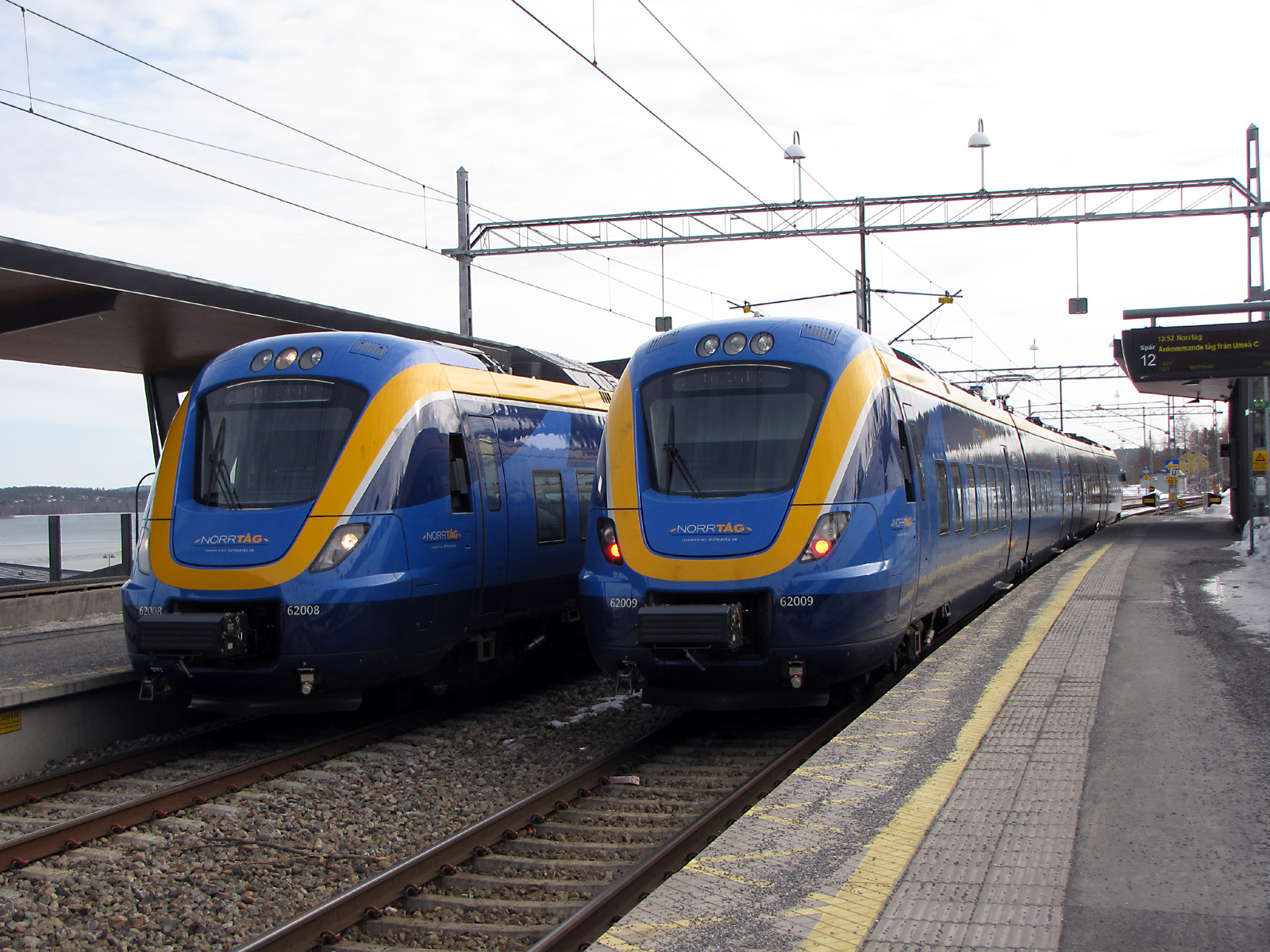
Norrtåg trafikerar Ådalsbanan med regionaltåg av modell X62.

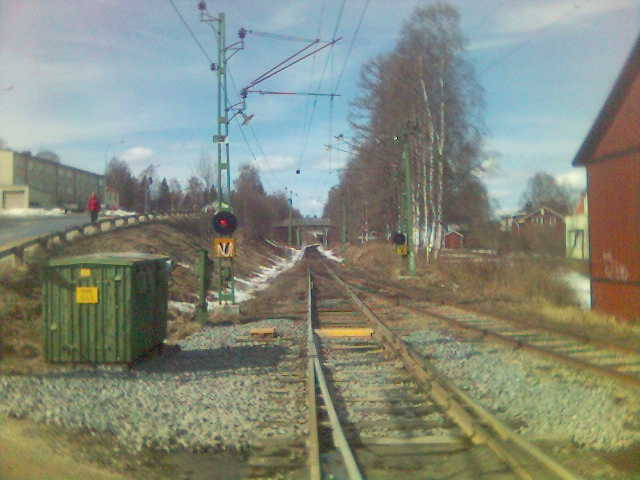
Ådalsbanan i närheten av Sollefteå. Den nordligaste fjärdedelen av banan, mellan Långsele och Västeraspby, var inte en del av upprustningen 2006–2011.

När beslutet fattades att Botniabanan skulle byggas stod det klart att Ådalsbanan måste förbättras upp till anslutningspunkten för att klara den ökade trafiken. Av sträckans cirka 130 km omfattades cirka 100 km av upprustning och 30 km av nybyggnad. Anslutningspunkten till Botniabanan förlades till Västeraspby norr om Nyland. Arbetet delades upp i fyra etapper.
Sundsvall–Timrå–Härnösand rustades upp redan 1996–1997 inför trafikstarten med X2000, men arbeten behövde ändå göras. Nya mötesstationer byggdes för att höja kapaciteten. Signalsystemet ERTMS infördes för att ha samma trafikeringssystem som resten av Ådalsbanan. Timrå station rustades upp med nya perronger. Flera plankorsningar stängdes.
Härnösand–Veda ansågs alltför krokig och backig för att kunna behållas. Här låg bland annat Ådalsbanans brantaste backe som begränsade vikten på godstågen. En 21 km ny bana byggdes därför med 4 nya tunnlar och en mängd broar, bland annat en 700 meter lång bro över Älandsfjärden öster om Älandsbro.
Veda–Bollstabruk rustades upp i befintligt läge. Fyra mötesstationer rustades upp i Sprängsviken, Frånö, Kramfors och Dynäs. Stationen i Kramfors byggdes även om till ett resecentrum och invigdes av kungen i samband med invigningen av Botniabanan den 28 augusti 2010. Dock stannade det första persontåget i Kramfors (sedan nedläggningen 2001) i juli 2012.
Bollstabruk–Västeraspby ansågs vara en alltför kurvig och för lång omväg, samt passerade rakt igenom Nylands tätort. Därför byggdes en 8 km ny järnväg på sträckan. Banan passerar nära Kramfors–Sollefteå flygplats och Västeraspby station byggdes för resandeutbyte och tågmöten. Botniabanan mot Umeå avviker direkt efter stationen.

#### Tidplan och försening
Byggstart för ny/ombyggnaden var 2006, flera år efter Botniabanan, vilket var huvudorsaken till att Ådalsbanan blev klar senare än Botniabanan och hindrade den senare att användas fullt ut. Orsaken till den sena byggstarten var att regeringen tvekade om upprustningen och dess prioritering jämfört med andra projekt, och om nybyggnadssträckor skulle inkluderas eller inte.
Den 21 maj 2008 rasade en 50 meter lång sektion av en byggnadsställning vid bygget av den nya järnvägsbron över Älandsfjärden på en plats där det var 20–25 meter till marken. Vid raset befann sig fem personer på bron som föll till marken vid raset. Två personer omkom och en skadades svårt. Bron över Älandsfjärden nådde över hela fjärden i oktober 2008.
Alla tunnlarna blev färdigsprängda i september 2009. De resterande tunnelarbetena (exklusive spår, el med mera) blev klara hösten 2010.
Samtliga mark-, bro- och tunnelarbeten blev klara i början av 2011. Under andra halvåret 2011 blev spår- och kontaktledningsarbeten klara. Sista delen, signalsystemet ERTMS, blev försenat och orsakade ytterligare fördröjning av trafikstarten till sommaren 2012. Sträckan norr om Bollstabruk öppnades för trafik 28 oktober 2011 för godståg.[källa behövs] Det första persontåget, SJ:s nattåg från Luleå till Göteborg, gick på banan natten till den 5 juli 2012. Två nattåg per dygn gick med passagerare som provtrafik innan trafiken med Norrtågs regionaltåg Umeå–Sundsvall startade den 1 augusti 2012.

#### Standard
Nybyggnadssträckorna på Ådalsbanan har samma standard som Botniabanan, det vill säga maxhastighet 250 km/timme. På upprustningssträckorna blev maxhastigheten 140 km/timme. Hela den upprustade delen av Ådalsbanan är dimensionerad för 25 tons axellast och har en kapacitet på 50–60 tåg/dygn. Upprustningen innebar också att 200 av 300 befintliga plankorsningar längs Ådalsbanan byggdes bort.[källa behövs]
Anledningen till att man inte byggde om hela Ådalsbanan till Botniabanans standard, trots att samma tåg ska gå på båda banorna, är att nyttan av ett nybygge är betydligt lägre när det redan finns en järnväg. Man skulle ha fått runt 15 minuter kortare restid av nybygge hela vägen, jämfört med hur det nu blivit. Med Botniabanan fick man däremot 1 timme kortare restid jämfört med buss (mellan Härnösand och Umeå), och dessutom mycket högre tågkapacitet än med bara stambanan.

#### Kostnad
Kostnaden för projektet var tidigare budgeterad till 3 miljarder kronor, men budgeterades 2008 till 6,6 miljarder kr (i 2007 års prisnivå). Orsaken till kostnadshöjningen är delvis inflationen i byggbranschen, inte minst priser på diesel och metaller.[källa behövs]

### Upprustning av resterande järnväg
Den resterande sträckan mellan Västeraspby och Långsele planeras att rustas upp. Sträckan har idag för låg standard för persontrafik. Projekteringen påbörjades av Trafikverket hösten 2019 och järnvägen beräknas vara klar för trafik 2023. [uppföljning saknas]

## Beskrivning

### ERTMS

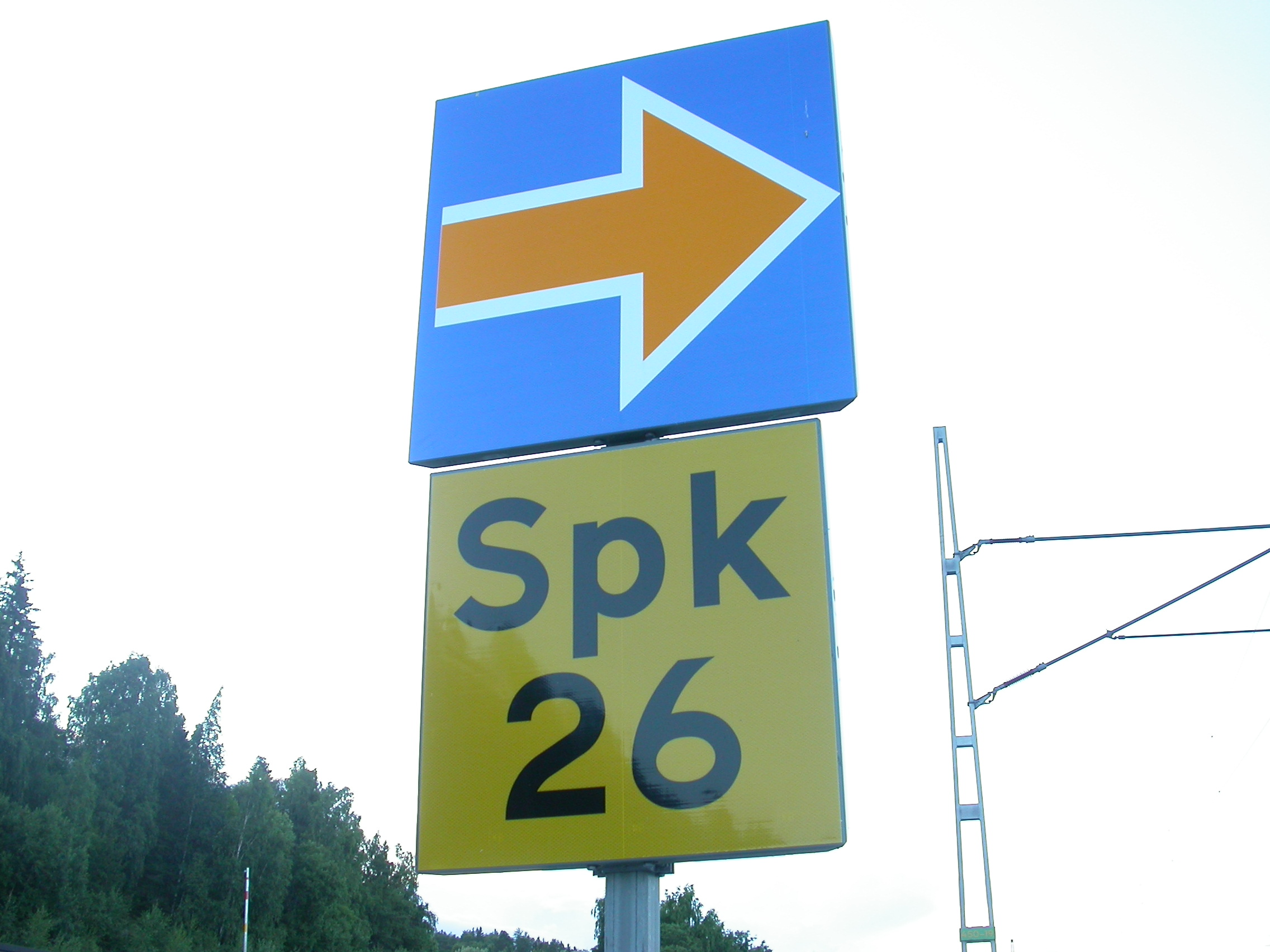
Istället för optiska signaler finns skyltar uppsatta längs de delar av Ådalsbanan som numera har ERTMS.

Ådalsbanan är ett av pilotprojekten för det nya trafikstyrningssystemet ERTMS i Europa. Det innebär att sträckan från Sundsvall och fram till Botniabanan har utrustats med ERTMS nivå 2, ett system utan optiska signaler. Samma signalsystem var sedan tidigare i drift på Botniabanan. ERTMS-sträckan längs Ådalsbanan fjärrstyrs precis som för Botniabanan från driftledningscentralen i Ånge. Systemet blev försenat på grund av försenade leveranser av utrustning och driftstart var 4 juli 2012.

### Stationer
- Sundsvalls centralstation
- Sundsvalls västra station
- Timrå
- Härnösand
- Kramfors
- Västeraspby 2 km från Höga Kusten Airport (Kramfors–Sollefteå flygplats)

Kramfors resecentrum invigdes av kungen 28 augusti 2010, i samband med invigningen av Botniabanan. Den nya järnvägen norr om Bollstabruk var dock inte klar utan invigningståget gick längs det gamla spåret.
En station har byggts i närheten av Kramfors–Sollefteå flygplats vid Västeraspby. Kramfors och Sollefteå kommuner har slutit avtal med Trafikverket och flygplatsen. Vid stationen har en sidoplattform byggts med väderskydd vid ett av spåren samt angöring för buss och parkeringsplatser för cirka 20 bilar.
Järnvägen går i befintlig sträckning också relativt nära Sundsvall Timrå Airport. I Trafikverkets senaste förslag till upprustning av banan finns dock ingen järnväg förbi flygplatsen.
Mötesstationer finns i Birsta, Timrå, Stavreviken, Hussjöby, Häggsjön, Hällenyland, Härnösand, Svedje, Mörtsal, Sprängsviken, Frånö, Kramfors, Dynäs och Västeraspby.

### Tunnlar och broar
Tunnlar och större broar från norr till söder:
| Tunnel                        | Längd    | Öppnad     | Stängd |
| ----------------------------- | -------- | ---------- | ------ |
| Ödtunnel 4, Kramfors          | 846 m    | 1950-talet |        |
| Ödtunnel 3, Kramfors          | ca 100 m | 1950-talet |        |
| Ödtunnel 2, Kramfors          | ca 250 m | 1950-talet |        |
| Ödtunnel 1, Kramfors          | ca 350 m | 1950-talet |        |
| Oringentunneln vid Utansjö    | ca 150 m | okänt      | 2010   |
| Kroksbergstunneln, Härnösand  | 4541 m   | 2012       |        |
| Bjässholmstunneln, Härnösand  | 3490 m   | 2012       |        |
| Snarabergstunneln, Kramfors   | 2411 m   | 2012       |        |
| Murbergstunneln, Härnösand    | 1635 m   | 2012       |        |
| Gårdbergstunneln, Härnösand   | 835 m    | 2012       |        |
| Hallbergstunneln, Kramfors    | 787 m    | 2012       |        |
| Utansjötunneln, Härnösand     | 230 m    | 2012       |        |
| Svedjebergstunneln, Härnösand | 155 m    | 2012       |        |

Följande längre broar har byggts:
- Bron över Älandsfjärden, 785 meter, segelfri höjd på 18 meter. Konstruktion: Stålbalk med överbyggnad av betong och en livslängd på cirka 120 år. 14 brostöd varav 8 i vatten, cirka 60 meter mellan bropelarna. Har bullerskydd och dekorativ belysning.
- På de nya sträckorna av Ådalsbanan byggdes sammanlagt 16 järnvägsbroar.[källa behövs]

## Trafik
Ådalsbanan trafikeras av regionaltåg i Norrtågs regi och SJ:s fjärrtåg (snabbtåg och nattåg) mellan Stockholm och Umeå via Ådalsbanan.. Samtliga persontåg viker dock av i Västeraspby och fortsätter på Botniabanan. Resterande sträcka till Långsele trafikeras endast av godståg.[källa behövs]
Tåg som används är Coradia Nordic (X62) för regionaltrafiken samt ERTMS utrustade Rc6-lok för nattågstrafiken. Tågen mellan Stockholm och Umeå utgörs av X55.

## Framtida byggen
För sträckan Sundsvall-Härnösand finns en järnvägsutredning om ny järnväg på sträckan. Dagens bana är bitvis mycket krokig och bussar slår tågen i restid på sträckan. (Noteras kan att mycket av krokigheten ligger inom tättbebyggt område i Sundsvall och Timrå; järnvägen sicksackar runt berg och vikar, medan E4 ofta går över.) Där finns några backar som kan begränsa godstrafiken, på det som kommer att bli ett av Sveriges viktigaste stråk för godståg. En ny dragning för sträckan finns inte med i regeringens åtgärdsplanering 2010–2021.
En ny sträckning planeras mellan Timrå och Birsta som en andra etapp för att underlätta för godstågen på Malland och Tunadalsspåren som byggs i etapp 1. Etapp två är inte med i infrastrukturplanen 2018–2029, och det är därför oklart när detta kan genomföras, då finansiering saknas. Om den nya sträckningen blir av kommer den även att komma persontrafiken till godo, då den nya sträckan blir både rakare och kortare för resor mellan Sundsvall och Timrå med tåg. Detta är en del av planen Sundsvall–Härnösand.
Planer finns på att i Västeraspby där Botniabanan ansluter till Ådalsbanan bygga ett triangelspår (här utformat som en vändslinga), för underlätta byte av tågets färdriktning. Detta skulle ha finansierats i Ådalsbanans ombyggnadsbudget, men får nu finansieras i konkurrens med andra triangelspårsbyggen, eller i samband med en framtida upprustning av norra Ådalsbanan, och ingendera är inplanerat i de planer som sträcker sig till byggstart 2020.[källa behövs]